# 大克努茨霍爾峰
61°25′46″N 8°34′13″E / 61.42944°N 8.57028°E

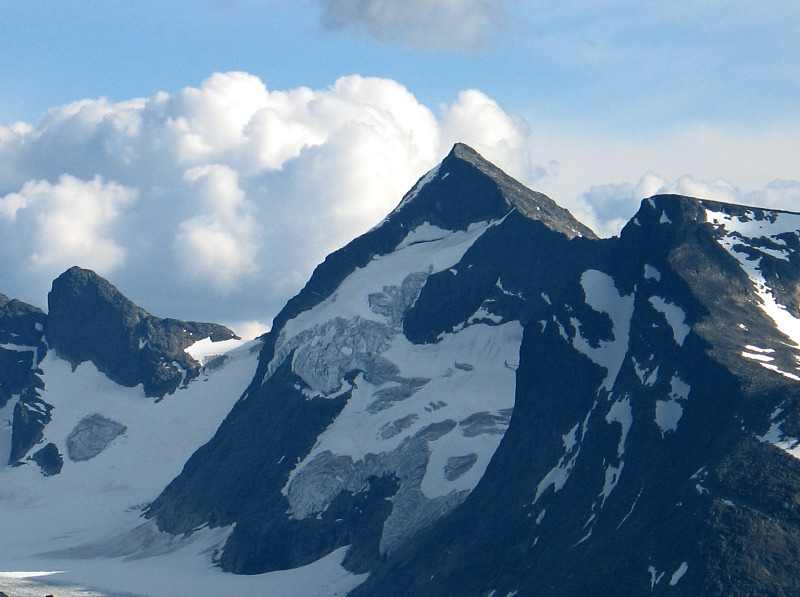

大克努茨霍爾峰是挪威的山峰，位於該國東南部內陸郡，處於沃戈，屬於尤通黑門山脈的一部分，海拔高度2,341米，人類在1875年7月13日首次登頂。